# Mariel Hemingway
Mariel Hadley Hemingway (Mill Valley, 22 november 1961) is een Amerikaans actrice.
Hemingway werd geboren als dochter van Byra Louise en schrijver Jack Hemingway in Mill Valley in de staat Californië. Ze is een kleindochter van Ernest Hemingway en zus van Margaux Hemingway. Ernest Hemingway (1899–1961) pleegde vier maanden voor haar geboorte zelfmoord. Ze is vernoemd naar de Cubaanse havenplaats Mariel waar haar vader en opa regelmatig kwamen om te vissen.

## Filmcarrière
Haar filmdebuut kwam in 1976, met een bijrol in Lipstick. Ook speelde ze dat jaar al haar eerste hoofdrol, in een televisiefilm. Haar grote doorbraak volgde in 1979, met de rol van een middelbare scholier in Woody Allens Manhattan. Hemingways acteerspel werd geprezen en ze kreeg meerdere awardnominaties, waaronder een nominatie voor de Academy Award voor Beste Vrouwelijke Bijrol.
In 1982 maakte Hemingway haar debuut als volwassen actrice. Dat jaar speelde ze een biseksuele atlete in de expliciete film Personal Best. Ze kreeg een status als sekssymbool en verscheen in april 1982 in de Playboy. Een jaar later was ze te zien als Dorothy Stratten in de biografische film Star 80 (1983). Geruchten ontstonden dat Hemingway voor haar rol haar borsten zou hebben laten vergroten. In 2007 meldde de actrice echter dat ze al maanden voor de opnamen van die film borstimplantaten liet plaatsen.
Hemingway vertelde in een interview dat ze graag controversiële rollen speelt. Op 9 december 1984 trouwde ze met regisseur Stephen Crisman. Ze hebben twee kinderen. Haar oudste dochter is Dree Hemingway.

### Filmografie
- Bibsys: 8083694
- Biblioteca Nacional de España: XX1260783
- Bibliothèque nationale de France: cb14052779f (data)
- Catàleg d'autoritats de noms i títols de Catalunya: 981058516276506706
- Gemeinsame Normdatei: 133220117
- International Standard Name Identifier: 0000 0003 5618 8631
- Library of Congress Control Number: n85376806
- Nationale Bibliotheek van Tsjechië: xx0158994
- Nationale Bibliotheek van Israël: 987007428746005171
- Nationale Bibliotheek van Polen: a0000001831470
- Nederlandse Thesaurus van Auteursnamen: 073478156
- SNAC: w6bq2vr4
- Système universitaire de documentation: 060854804
- Virtual International Authority File: 178999458
- WorldCat: E39PBJhX934DcmmRJCFxcBGrbd